# Обсерватория Радклиффа (ЮАР)
Обсерватория Радклиффа — астрономическая обсерватория, основанная в 1934 году Оксфордским университетом (Великобритания) в Претории, ЮАР. Является преемницей обсерватории Радклиффа, изначально основанной в 1772 году в Оксфорде, Англия. Полный переезд обсерватории из Англии в ЮАР произошел в 1939 году. В 1970 году обсерватория была объединена с другими южноафриканскими обсерваториями в одну большую Южноафриканскую астрономическую обсерваторию.

## Руководители обсерватории
- 1939—1951 — Harold Knox-Shaw[англ.]
- 1951—1974 — Тэкери, Эндрю Дейвид

## История обсерватории
Первым предложил осуществить переезд обсерватории Радклиффа в место с лучшим астроклиматом Харольд Нокс-Шоу в 1924 году. Нокс-Шоу и Дайсон в 1929 году осуществили поездку в Южную Африку с целью выбора места и приобретения земельного участка для новой обсерватории.

## Инструменты обсерватории
- 188-см телескоп Рэдклифф (заказан в 1935 году, вступил в строй в 1948 году), в 1972 году перевезен в Сазерленд (ЮААО). С 1951 по 2004 годы это был самый большой телескоп в ЮАР. Создан в фирме Grubb Parsons[англ.].
- 30-см рефлектор.

## Направления исследований
- Исследование лучевых (радиальных) скоростей звезд
- Исследование переменных звезд южного неба (RR Лиры, η Киля, симбиотические звезды)
- Изучение Магеллановых облаков
- Спектроскопия

## Основные достижения
- Открытие переменных типа RR Лиры в Магеллановых Облаках и определение с их помощью расстояние до Облаков, таким образом в 1952 году независимо от В. Г. В. Бааде было показано, что принятая в то время шкала внегалактических расстояний должна быть увеличена вдвое.
- Определение с большой точностью константы галактического вращения, а также более точная оценка расстояния от Солнца до центра Галактики.
- Открытие множества переменных звезд в карликовой галактике в созвездии Скульптора и доказательство, что они относятся к типу RR Лиры.

## Известные сотрудники
- William Herbert Steavenson[англ.] — английский любитель астрономии, который помогал с выбором места под обсерваторию.
- David Stanley Evans[англ.] — помощник директора обсерватории в 1946—1951 гг.
- Adriaan Wesselink[англ.].

## Интересные факты
- 188-см телескоп Рэдклиффской обсерватории на момент ввода в строй был 5-м по размеру в мире и самым большим в южном полушарии.